# Jan Lenselink (schrijver)
Jan Lenselink (Djokjakarta (Indonesië), 1939 - 18 december 2022) is een neerlandicus, historicus en wapendeskundige. 
Lenselink was oorspronkelijk neerlandicus, daarnaast voltooide hij in de jaren 80 een studie geschiedenis aan de Rijksuniversiteit Leiden. 
Lenselink was van 1965 tot 1970 leraar Nederlands aan het Tweede Vrijzinnig-Christelijk Lyceum te 's-Gravenhage, en van 1970 tot 1977 leraar Nederlands aan de Koninklijke Scholengemeenschap Apeldoorn. Van 1977 tot 1999 was hij conservator moderne bewapening en uitrusting van het Koninklijk Nederlands Leger- en Wapenmuseum in Delft.
Hij heeft een grote belangstelling voor militaire bewapening en vuurwerk en is de auteur van een aantal boeken over vuurwapens en vuurwerk. 